# Allô allô monsieur l'ordinateur
Pour la chanson, voir Allô allô monsieur l'ordinateur (chanson).
 (juillet 2010).
Si vous disposez d'ouvrages ou d'articles de référence ou si vous connaissez des sites web de qualité traitant du thème abordé ici, merci de compléter l'article en donnant les références utiles à sa vérifiabilité et en les liant à la section « Notes et références ».
Albums de Dorothée
Qu’il est bête !
(1984) Maman
(1986)
Allô allô monsieur l’ordinateur est le cinquième album studio de Dorothée, récompensé par un disque d'or pour plus de 100 000 exemplaires vendus.

## Historique
Au départ, ce nouvel opus devait porter un autre nom. En effet, Allô allô monsieur l’ordinateur, titre phare de l'album, fut enregistré au dernier moment, juste avant la fin du bouclage de l'album. C'est la chanteuse et amie de Dorothée, Emmanuelle Mottaz, qui a donné sa voix pour les chœurs robotisés.
L'album Allô allô Monsieur l’ordinateur permettra à la chanteuse d'avoir une présence musicale très importante avec quatre singles extraits entre décembre 1984 et avril 1986 : Les Petits Ewoks, Vive les vacances, Allô allô Monsieur l’ordinateur et Tant qu’on a des amis.
Sur ce disque figure un titre composé spécialement pour Dorothée par Charles Aznavour et écrit par Michel Jourdan, Chagrin d'amitié. 
La chanson Je t’appelle de Macao, présente sur l'album Premier Baiser d’Emmanuelle, était initialement prévue pour être enregistrée par Dorothée et figurer sur cet opus.
Les chansons de ce disque, comme celles du précédent, sont légèrement plus nostalgiques et introspectives que celles des premiers albums et des suivants, notamment avec les titres J'suis pas comme les autres, où Dorothée raconte l'idéalisation du monde par une petite fille qui déchante à l'âge adulte, Chagrin d'amitié sur l'absence d'un ami d'enfance, ou Dam dam di dou dam dam évoquant la nostalgie de son enfance. 
Ce côté sombre et mélancolique est renforcé par la couleur bleu marine de la pochette, dessinée par Lionel Gédébé, avec une photo de Dorothée réalisée par Patrick Rouchon.
L'édition originale comporte une planche d'autocollants où l'on peut voir Dorothée dessinée par Cabu. Ce dernier lui consacre un album de bande dessinée Le nez de Dorothée qui sort en décembre 1986. 
En 1985, Dorothée reçoit la Victoire de la musique pour le meilleur « disque pour enfants de l’année » avec la chanson Les Petits Ewoks.
Des titres de cet album seront intégrés dans la comédie musicale, On va faire du cinéma, jouée à Paris et en tournée en France.

## Titres
| No  | Titre                           | Durée |
| --- | ------------------------------- | ----- |
| 1.  | Allô allô Monsieur l’ordinateur | 3:12  |
| 2.  | On est tous des enfants         | 3:10  |
| 3.  | Dam dam di dou dam dam          | 3:41  |
| 4.  | Détective privé                 | 2:51  |
| 5.  | Gna gna gna                     | 3:00  |
| 6.  | J’suis pas comme les autres     | 3:23  |
| 7.  | Un p’tit tour chez Einstein     | 3:30  |
| 8.  | Vive les vacances               | 2:59  |
| 9.  | La Mer caline                   | 3:33  |
| 10. | À l’aventure                    | 2:44  |
| 11. | J’ai retrouvé ma valise         | 3:33  |
| 12. | Chagrin d’amitié                | 3:40  |
| 13. | Les Petits Ewoks                | 3:29  |
| 14. | Le Perroquet                    | 2:09  |
| 15. | Cet air-là                      | 2:51  |
| 16. | Le Sorcier du quartier          | 4:26  |

## Singles
- Les Petits Ewoks (décembre 1984) (Face B Nos amis les Ewoks, inédite en album)
- Vive les vacances (juin 1985) (Face B À l'aventure)
- Allô allô Monsieur l’ordinateur (novembre 1985) (Face B Dam dam di dou dam dam)
- Tant qu'on a des amis (Inédite en album) / Détective privé (avril 1986) (Face B La Mer câline / On va faire du cinéma inédite en album)

## Crédits
- Paroles : Jean-François Porry
- Musiques : Jean-François Porry / Gérard Salesses
- Sauf Chagrin d'amitié : Paroles de Michel Jourdan / Musique de Charles Aznavour
- Sauf J'suis pas comme les autres : Paroles de Jean-François Porry et Michel Jourdan / Musique de Jean-François Porry et Gérard Salesses.

## Ventes
Un disque d'or sera décerné à l'album pour plus de 100 000 ventes. Le single Allô allô Monsieur l’ordinateur recevra quant à lui un disque d'argent (350 000 exemplaires écoulés).